# ブラッド・シンプル
『ブラッド・シンプル』（原題: Blood Simple.）は、1984年製作のアメリカ映画。コーエン兄弟制作映画。

## 概要
コーエン兄弟のデビュー作である。1984年に北米各地の映画祭で披露され、翌1985年1月18日に一般公開された。
1985年度のサンダンス映画祭審査員大賞、同年度のインディペンデント・スピリット賞の監督賞と主演男優賞を受賞した。
映画のタイトルは、ダシール・ハメットの小説「血の収穫」(1929年)の一節、"This damned burg's getting me. If I don't get away soon, I'll be going blood-simple like the natives."に由来している。

## ストーリー
舞台はテキサス州のとある街。酒場の経営者ジュリアン・マーティは、妻のアビーと従業員のレイが浮気をしているのではないかと疑い、私立探偵のローレン・フィッセルに二人の動向を調査させていた。
二人を尾行したフィッセルから報告を受け、妻の不貞を確信したマーティ。彼はレイを難詰するが、話し合いは失敗に終わる。怒りで我を失ったマーティは、今度はアビーとレイの殺害をフィッセルに依頼する。
一度は仕事を引き受けたかのように見えたフィッセルだが、二人の代わりに依頼人のマーティを銃撃、店の金庫にあった売上金を奪って逐電する。マーティと再度話し合いをするために酒場を訪れたレイは、部屋に残された血塗れのマーティを見てアビーの仕業だと思い込み、一人で彼を始末する。
一方、フィッセルも犯行現場に愛用のライターを置き忘れたことに気付き、それを取り戻すために動き出す。

## キャスト
| 役名                 | 俳優                       | 日本語吹替 |
| -------------------- | -------------------------- | ---------- |
| レイ                 | ジョン・ゲッツ             | 江原正士   |
| アビー               | フランシス・マクドーマンド | 玉川砂記子 |
| ジュリアン・マーティ | ダン・ヘダヤ               | 長克巳     |
| ローレン・フィッセル | M・エメット・ウォルシュ    | 峰恵研     |
| モーリス             | サム=アート・ウィリアムズ  | 乃村健次   |

## 作品解説

### 音楽
ラストで流れる曲は、フォー・トップスの"It´s the same old song"である。

### ディレクターズ・カット版
1999年にコーエン兄弟によるディレクターズ・カット版が製作された。再編集によってオリジナル版から数分間短くなり画質が改善されたほか、一部の楽曲がほかのものに差し替えられた。
日本では2000年11月4日にキネティック配給で『ブラッドシンプル ザ・スリラー』の題名で公開された。

## リメイク
『女と銃と荒野の麺屋』……2009年にチャン・イーモウ監督によって中国の時代劇に舞台を置き換えてリメイクされた中国映画。